# Brian Tarantina
Brian Tarantina (* 27. März 1959 in New York City, New York; † 2. November 2019 ebenda) war ein US-amerikanischer Schauspieler.

## Karriere
Brian Tarantina hatte irische und italienische Vorfahren. Sein Vater war Frank William Tarantina, zu seiner Mutter gibt es keine Angaben. Tarantina studierte Schauspiel an der heutigen Fiorello H. LaGuardia High School of Music & Art and Performing Arts und trat danach am Broadway auf.
Er bekam seine erste Rolle im Film Cotton Club (1984) von Francis Ford Coppola. Weitere Engagements in Filmen wie Carlito’s Way oder Donnie Brasco folgten. Daneben spielte er kleinere Rollen in Serien wie Miami Vice, Emergency Room – Die Notaufnahme, Law & Order und Gilmore Girls. Er war in mehr als 80 Film- und Fernsehproduktionen zu sehen. Meist spielte Tarantina eher düstere und sozial schwache Figuren. Zuletzt war er 2019 in The Kitchen – Queens of Crime zu sehen.
Tarantina wurde Anfang November 2019 in seiner Wohnung in Hell’s Kitchen, Manhattan tot aufgefunden. Zunächst wurde ein Herzinfarkt als Todesursache vermutet. Am 17. Dezember 2019 meldete das Nachrichtenportal TMZ.com, dass Tarantina, laut Obduktionsbericht, an einer akuten Vergiftung verschiedener Drogen (Fentanyl, Heroin, Kokain und Diazepam – auch als Valium bekannt) gestorben ist. Die New Yorker Gerichtsmedizin geht von einer versehentlichen Überdosis aus. Brian Tarantina hinterlässt einen Sohn.
Zu Tarantinas Hobbys gehörten Billard und Black Jack, außerdem war er Anhänger des Baseballteams der New York Yankees.

## Filmografie (Auswahl)
- 1984: Cotton Club (The Cotton Club)
- 1986: Der Equalizer (The Equalizer, Fernsehserie, eine Folge)
- 1986: Letzte Ruhe (Resting Place, Fernsehfilm)
- 1987: Critical Condition
- 1988: Miami Vice (Fernsehserie, eine Folge)
- 1989: Im Zeichen der Jungfrau (The January Man)
- 1989: Allein mit Onkel Buck (Uncle Buck)
- 1989: Geboren am 4. Juli (Born on the Fourth of July)
- 1990: Jacob’s Ladder – In der Gewalt des Jenseits (Jacob’s Ladder)
- 1991–2001: Law & Order (Fernsehserie, 3 Folgen)
- 1993: Streets of New York (The Saint of Fort Washington)
- 1993: Carlito’s Way
- 1994: Detektiv Hanks – Großes Herz und coole Schnauze (The Cosby Mysteries, Fernsehfilm)
- 1994: New York Undercover (Fernsehserie, eine Folge)
- 1995: Die Jerky Boys (The Jerky Boys: The Movie)
- 1995: Tagebuch eines Dealers (Sweet Nothing)
- 1996: Das Rosenbett (Bed of Roses)
- 1996: Wer ist Mr. Cutty? (The Associate)
- 1996: Die Retter – Feuerhölle in Manhattan (Firehouse, Fernsehfilm)
- 1997: Donnie Brasco
- 1997: Oz – Hölle hinter Gittern (Oz, Fernsehserie, eine Folge)
- 1997: New York Cops – NYPD Blue (NYPD Blue, Fernsehserie, eine Folge)
- 1998: Better Living
- 1999: Summer of Sam
- 1999: Der talentierte Mr. Ripley (The Talented Mr. Ripley)
- 2000: Emergency Room – Die Notaufnahme (ER, Fernsehserie, eine Folge)
- 2000–2001: Deadline (Fernsehserie, 3 Folgen)
- 2001: Die Sopranos (The Sopranos, Fernsehserie, eine Folge)
- 2001: Crossing Jordan – Pathologin mit Profil (Crossing Jordan, Fernsehserie, eine Folge)
- 2001–2002: Gilmore Girls (Fernsehserie, 5 Folgen)
- 2002: City by the Sea
- 2005: Law & Order: Trial by Jury (Fernsehserie, eine Folge)
- 2005: Liebe ist Nervensache (Trust the Man)
- 2005/2009: Criminal Intent – Verbrechen im Visier (Law & Order: Criminal Intent, Fernsehserie, 2 Folgen)
- 2006: A Crime
- 2006: Heroes (Fernsehserie, 3 Folgen)
- 2007: The Black Donnellys (Fernsehserie, 12 Folgen)
- 2007: Die Fremde in dir (The Brave One)
- 2008: Law & Order: Special Victims Unit (Fernsehserie, eine Folge)
- 2008: Wen die Geister lieben (Ghost Town)
- 2008: Fringe – Grenzfälle des FBI (Fringe, Fernsehserie, eine Folge)
- 2009: New York Mom (Motherhood)
- 2010: Knight and Day
- 2012: Good Wife (The Good Wife, Fernsehserie, eine Folge)
- 2012: Elementary (Fernsehserie, eine Folge)
- 2013: The Blacklist (Fernsehserie, eine Folge)
- 2013: Person of Interest (Fernsehserie, eine Folge)
- 2014: Rob the Mob – Mafia ausrauben für Anfänger (Rob the Mob)
- 2016: The Night Of – Die Wahrheit einer Nacht (The Night Of, Miniserie)
- 2016: Blue Bloods – Crime Scene New York (Blue Bloods, Fernsehserie, eine Folge)
- 2016: Gilmore Girls: Ein neues Jahr (Gilmore Girls: A Year in the Life, Miniserie, 2 Folgen)
- 2017: Madam Secretary (Fernsehserie, eine Folge)
- 2017–2019: The Marvelous Mrs. Maisel (Fernsehserie, 17 Folgen)
- 2018: BlacKkKlansman
- 2019: The Kitchen – Queens of Crime (The Kitchen)